# Джанца
35°56′14″ пн. ш. 102°01′48″ сх. д. / 35.93712° пн. ш. 102.03011° сх. д.
Джанца (кит. 尖扎县, пін. Jiānzhā Xiàn, трансліт. Jainca) — один із повітів КНР у складі Хуаннань-Тибетської автономної префектури, провінція Цінхай. Адміністративний центр — містечко Маркутанг.

## Географія
Джанца у середньому лежить на висоті близько 2060 метрів над рівнем моря (перепад висот у діапазоні від 1960 до 4614 метрів) на південь від гір Лацзішань у межах Тибетського плато. Північним кордоном повіту слугує річка Хуанхе.

### Клімат
Повіт знаходиться у зоні, котра характеризується вологим континентальним кліматом з теплим літом. Найтепліший місяць — липень із середньою температурою 20,1 °C. Найхолодніший місяць — січень, із середньою температурою -4,7 °С.
| Клімат повіту Джанца                               | Клімат повіту Джанца | Клімат повіту Джанца | Клімат повіту Джанца | Клімат повіту Джанца | Клімат повіту Джанца | Клімат повіту Джанца | Клімат повіту Джанца | Клімат повіту Джанца | Клімат повіту Джанца | Клімат повіту Джанца | Клімат повіту Джанца | Клімат повіту Джанца | Клімат повіту Джанца |
| Показник                                           | Січ.                 | Лют.                 | Бер.                 | Квіт.                | Трав.                | Черв.                | Лип.                 | Серп.                | Вер.                 | Жовт.                | Лист.                | Груд.                | Рік                  |
| Середній максимум, °C                              | 3,1                  | 7,2                  | 13                   | 18,9                 | 22,3                 | 25,2                 | 27,2                 | 26,3                 | 21,4                 | 16,2                 | 10,3                 | 4,5                  | 16,3                 |
| Середня температура, °C                            | −4,7                 | −0,6                 | 5,2                  | 11,1                 | 14,9                 | 18,2                 | 20,1                 | 19,3                 | 14,8                 | 8,9                  | 2,2                  | −2,5                 | 8,8                  |
| Середній мінімум, °C                               | −10,5                | −6,6                 | −0,8                 | 4,6                  | 8,6                  | 12                   | 14,2                 | 13,8                 | 10                   | 3,6                  | −3,7                 | −9,2                 | 3                    |
| Норма опадів, мм                                   | 0.8                  | 1                    | 4.4                  | 15.5                 | 46.5                 | 55                   | 74.7                 | 77.6                 | 59.2                 | 18.5                 | 1.3                  | 0.3                  | 354.8                |
| Вологість повітря, %                               | 39                   | 37                   | 38                   | 39                   | 45                   | 54                   | 59                   | 60                   | 64                   | 58                   | 46                   | 41                   | 49                   |
| -------------------------------------------------- | -------------------- | -------------------- | -------------------- | -------------------- | -------------------- | -------------------- | -------------------- | -------------------- | -------------------- | -------------------- | -------------------- | -------------------- | -------------------- |
| Джерело: Дані метеостанції №52963 (КНР, 1991-2020) |                      |                      |                      |                      |                      |                      |                      |                      |                      |                      |                      |                      |                      |